# Asplenium aethiopicum
Asplenium aethiopicum är en svartbräkenväxtart. Asplenium aethiopicum ingår i släktet Asplenium och familjen Aspleniaceae.

## Underarter
Arten delas in i följande underarter:
- A. a. aethiopicum
- A. a. braithwaitii
- A. a. dodecaploideum
- A. a. filare
- A. a. tripinnatum

## Bildgalleri

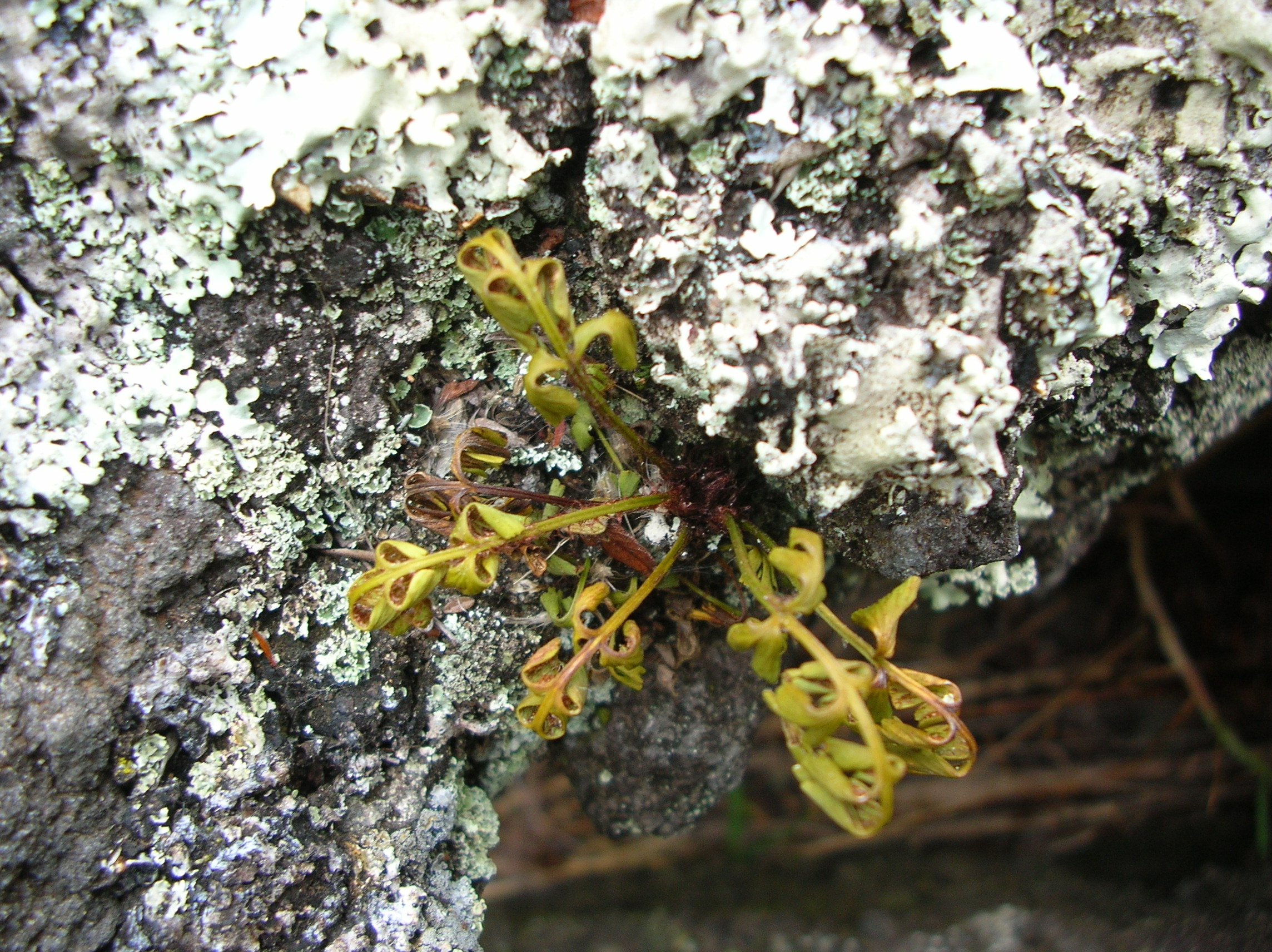
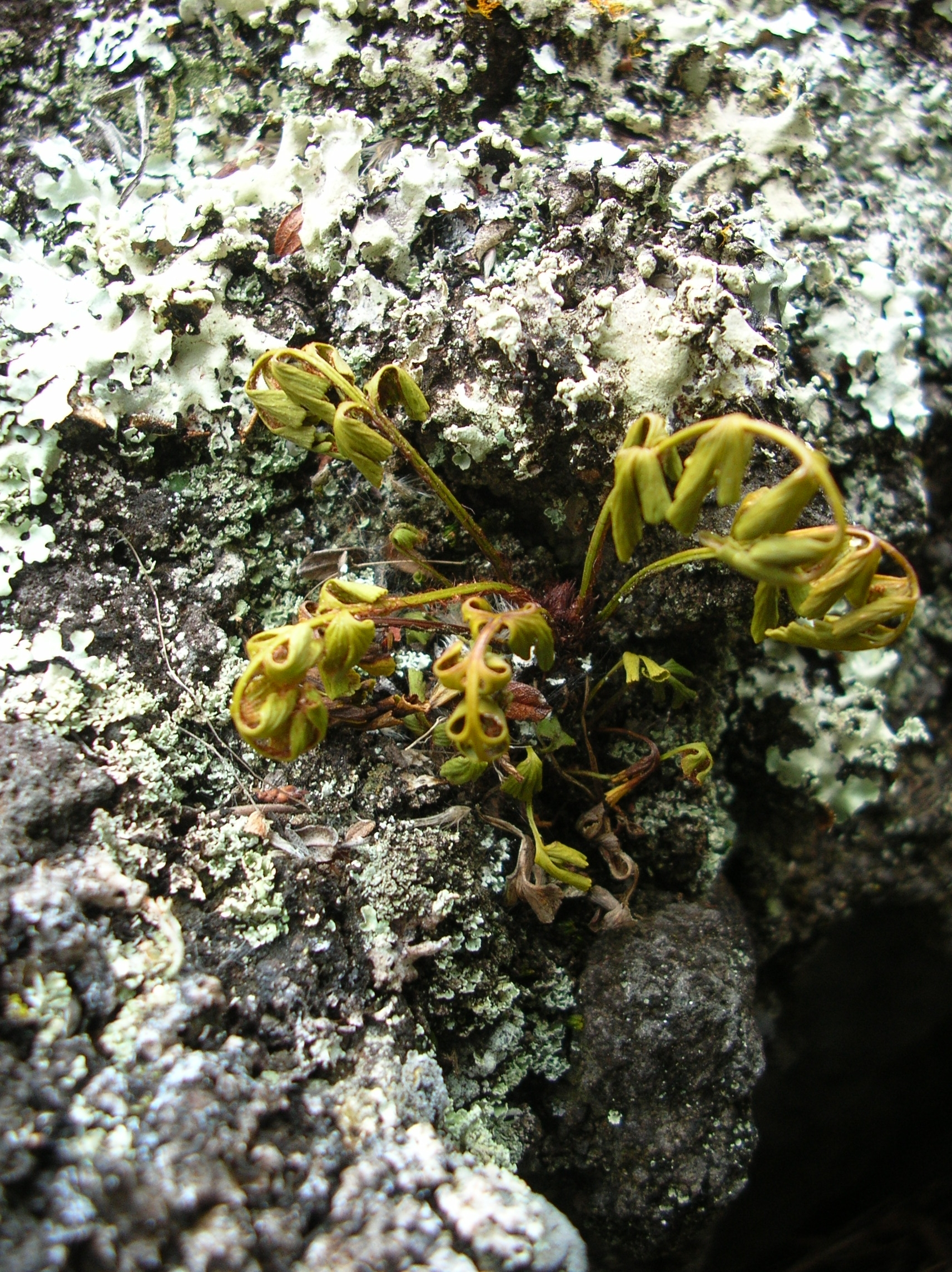